# (3378) Susanvictoria
(3378) Susanvictoria es un asteroide perteneciente al cinturón de asteroides, descubierto el 25 de noviembre de 1922 por George Van Biesbroeck desde el Observatorio Yerkes, Wisconsin, Estados Unidos.

## Designación y nombre
Designado provisionalmente como A922 WB. Fue nombrado Susanvictoria en homenaje a "Susan Titus" y "Victoria Van Biesbroeck Wilson", dos nietas del descubridor.